# Прогресс М-56
Прогресс М-56 — транспортный грузовой космический корабль (ТГК) серии «Прогресс», запущен к Международной космической станции. 21-й российский корабль снабжения МКС. Серийный номер 356.

## Цель полёта
Доставка на борт МКС аппаратуры и оборудования для проведения различных экспериментов, в том числе в рамках проведения эксперимента «Статокония» контейнер с 104 улитками для изучения функции регенерации в невесомости удалённых органов улиток, а также топлива, продуктов, воды и других расходуемых материалов, необходимых для эксплуатации станции в пилотируемом режиме. В графике сборки и эксплуатации станции этот запуск идёт под индексом 21P.

## Хроника полёта
- 24.04.2006, в 19:03:25 (MSK), (16:03:25 UTC) — запуск с космодрома Байконур;[2]
- 24.04.2006, в 19:12:14 (MSK), (16:12:14 UTC) — произошло отделение корабля от 3-й ступени ракеты-носителя;
- 26.04.2006, в 20:41:31 (MSK), (17:41:31 UTC) — осуществлена стыковка с МКС к стыковочному узлу на агрегатном отсеке служебного модуля «Звезда». Процесс сближения и стыковки проводился в автоматическом режиме;
- 19.09.2006, в 03:28:17 (MSK), (00:28:17 UTC) — ТГК отстыковался от орбитальной станции и отправился в автономный полёт.